# مایلز فیتزالان هاوارد
مایلز فیتزالان هاوارد (انگلیسی: Miles Fitzalan-Howard, 17th Duke of Norfolk; ۲۱ ژوئیهٔ ۱۹۱۵ – ۲۴ ژوئن ۲۰۰۲) نظامی و سیاست‌مدار اهل بریتانیا بود. وی همچنین برندهٔ جوایزی همچون صلیب نظامی و نشان بند جوراب شده‌است.